# Железнодорожный (платформа)
Железнодорожный (бел. Чыгу́начны) — остановочный пункт электропоездов (в том числе электропоездов Минских городских линий) в Минском районе (Минская область, Беларусь).
Расположен в 9 километрах от Минска (станции Минск-Пассажирский) между остановочным пунктом Лошица и станцией Колядичи (юго-восточное направление железнодорожной линии).
Во время Второй Мировой войны тут был немецкий лагерь, где казнили местных жителей.
Примерное время в пути со всеми остановками от ст. Минск-Пассажирский — 13 мин.; от ст. Осиповичи I — 1 ч. 48 мин.
Остановочный пункт расположен в непосредственной близости от границы города Минск (фактически в его пределах), а также от промышленной зоны «Колядичи».